# Arcos de la Frontera
Arcos de la Frontera è un comune spagnolo di 27 849 abitanti situato nella comunità autonoma dell'Andalusia.

## Geografia fisica
Disposta come un anfiteatro attorno ad una collina rocciosa cinta per tre lati dal fiume Guadalete che qui forma un bacino artificiale (il lago di Arcos), fa parte della provincia di Cadice e dista 30 km da Jerez de la Frontera. È il punto d'inizio della Ruta de los pueblos blancos.

## Storia

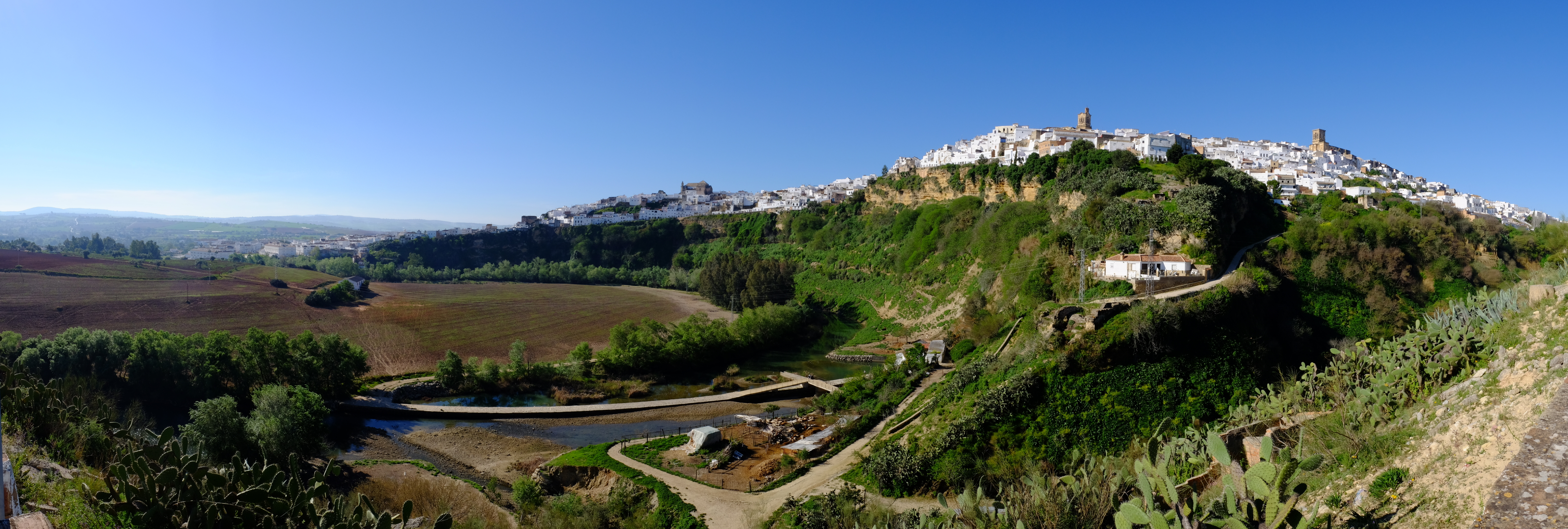
La Peña Vieja.

È certa la presenza umana nella zona fin dal Paleolitico e i primi insediamenti stabili furono di tribù iberiche. Agli Iberi la tolsero i Romani intorno al 200 a.C. La colonizzazione romana durò fino al 410 quando l'Andalusia fu presa prima dai Vandali, poi dai Visigoti che vi rimasero fino al 711, data di sbarco a Gibilterra degli Arabo-Berberi chiamati da una delle fazioni delle lotte intestine fra i diversi regni visigoti e l'ultimo re visigoto Roderico morì nella decisiva battaglia del Guadalete a seguito della quale tutta l'Andalusia passò in potere degli Arabi e in soli sette anni anche tutta la penisola iberica subì la dominazione araba.
Il periodo arabo dal 711 al 1264 fu di grande importanza per Arcos, ad esso infatti si deve la struttura urbanistica del nucleo storico della città, furono innalzati l'Alcázar militare e le mura e fu dato un notevole impulso all'agricoltura. Gli Arabi la chiamarono Medina Ar-kosch, da cui deriva il nome Arcos, e fu inclusa nel Califfato di Cordova.
Alla caduta del califfato nel 1032 Arcos si rese indipendente e divenne uno dei diversi regni di Taifa. Con questo nome si indicarono quelle località in cui gli emiri si sottrassero dalla dipendenza del califfo autoproclamandosi re. Nel 1250 il re Ferdinando III di Castiglia ne assunse il controllo che poi perse per una rivolta dei Mori e fu suo figlio Alfonso X il Savio a conquistarla definitivamente nel 1264 e annetterla nel regno di Castiglia.
Nel 1440 fu data in signoria alla famiglia Ponce de León, e Rodrigo Ponce de León y Ponce de León († 1530) divenne pertanto il primo duca di Arcos e lasciò questo titolo ai suoi discendenti che si stabilirono nel castello dove vissero fino al XVIII secolo.
Nei secoli XVI e XVII la città, come tutta la Spagna, visse un periodo di benessere, uscì dai primi confini ampliandosi e si costruirono molti edifici religiosi e civili. Nel 1755 il grande terremoto che distrusse Lisbona si fece sentire anche qui e la città subì diversi danneggiamenti. Durante la guerra d'indipendenza contro i francesi la popolazione subì dalle truppe napoleoniche dal 1810 al 1812 ruberie, malversazioni, l'imposizione di tasse elevate ed anche l'impiccagione di alcune persone che si erano opposte ai francesi dimostrandosi favorevoli alla monarchia.
La città ne uscì esausta e soltanto nel XX secolo si risollevò modernizzando l'agricoltura e iniziando ad interessarsi al turismo favorito dalla bellezza della città e dal clima che, secondo le statistiche, offre 300 giorni di sole all'anno, poche precipitazioni e temperature miti d'inverno, gradevoli in primavera ed autunno e abbastanza calde ma non elevatissime in estate. Attualmente l'economia è basata sull'agricoltura e sul turismo.

## Società

### Evoluzione demografica
Evoluzione della popolazione dal 1900.

## Monumenti e luoghi d'interesse
- Ayuntamiento la sede municipale che occupa un edificio del secolo XVII.
- Basilica de Santa María de la Asunción gotica, un tempio di origine mudéjar databile tra i secoli XIV e XV con profondi ammodernamenti realizzati durante la prima metà del secolo XVI.
- Capilla de la Misericordia del XVII secolo.
- Iglesia del Socorro del XVII secolo.
- Iglesia de San Pedro del XV secolo.
- Iglesia de San Miguel dei secoli XVI-XVIII.
- Iglesia de San Juan de Dios del secolo XVII.
- Iglesia de San Francisco dei secoli XVI-XVII.
- Iglesia de San Agustín del secolo XVII.
- Convento de San Agustín dei secoli XVI-XVII.
- Convento de la Caritad  dei secoli XVI-XVII.
- Convento de la Encarnación del secolo XVII.
- Convento de mercedarias dei secoli XVII-XVIII
- Colegio de las Nieves dei secoli XVI-XVII.
- Muralla medieval la cinta muraria araba.
- Castillo de los duques de Arcos, castello di carattere militare ubicato nel punto più alto del municipio, dichiarato bene di interesse culturale.
- Palacio del Conde del Águila, in stile gotico mudéjar, costruito tra i secoli XIV e XV è situato nella Cuesta de Belén.
- Plaza Mayor con palazzi antichi.
- Plaza del Cabildo caratteristica piazza dove si svolgono anche delle feste
- Jardín Andalusì di costruzione in stile dei giardini musulmani.
- Pinacoteca municipal.

## Le feste
La Semana Santa (Settimana Santa) si svolge come negli altri centri andalusi a partire dalla Domenica delle palme fino al Sabato santo con le processioni per diverse ore per le vie della città ogni giorno delle confraternite con i penitenti incappucciati vestiti con costumi di colori diversi e con figuranti vestiti da soldati romani tutti preceduti dai tamburini che battono un ritmo funebre e dai pasos, gruppi lignei portati a spalle, diversi per ogni confraternita generalmente opera di artisti, che rappresentano scene della Passione; il silenzio è rotto dalle saetas invocazioni d'amore per Cristo e la Madonna modulate nel cante jondo da cantori specializzati. La settimana santa di Arcos è stata dichiarata di Interès Turistico Nacional e non è famosa come quella di Siviglia ma attira ugualmente molti turisti.
Un'altra festa tradizionale anche in molte altre città spagnole è la Cabalcata de los Reyes Magos corteo di carrozze che accompagna la carrozza dei Re Magi per l'Epifania. Ogni mese è poi prevista una festa: in febbraio le sfilate di Carnevale, in marzo l'Encierro e la corsa dei tori liberi per le strade della città e il giorno dedicato ai cavalli con manifestazioni equestri nella plaza del Cabildo, la Fiesta de las Tapas in cui bar e ristoranti danno assaggi di loro specialità gastronomiche, in maggio le processioni sfilano per le strade decorate e coperte da tappeti di fiori, giugno è dedicato a gare di sport di diverso tipo, in luglio si ripete la festa delle tapas, in agosto c'è il Festival del flamenco con convegni e danze di flamenco per le strade Vela flamenca, in settembre c'è la feria de San Miguel con canti e danze per le strade, in ottobre un'altra festa delle tapas, novembre è impegnato per varie manifestazioni culturali, convegni, concerti e rappresentazioni teatrali, il concorso premio di pittura, in dicembre le varie vie si trasformano in strade della vecchia Gerusalemme per celebrare il Natale.

### Feste più importanti
- Festività di Nostra Signora de las Nieves (Patrona). Essendo la festa del santo protettore della città non potrebbe che essere uno degli eventi che catalizzano l'attenzione di tutta la comunità locale e attira anche moltissimi visitatori dai paesi circostanti. Una festa tradizionale che può far realmente comprendere l'essenza di questo luogo.
- La Semana Santa (Pasqua) è di interesse turistico nazionale
- Toro del Aleluya
- Día del Caballo (giorno del cavallo)
- Il Carnevale è una festa che piace a grandi bambini e in particolare in Spagna si vive con grande amore l'arte del travestimento. Sarà possibile trovare per le strade bambini di pochi anni le persone anziane vestite con qualsiasi tipo di abito. Una festa realmente imperdibile.
- Cruz de Mayo
- Velada del Barrio Bajo (fiaccolata)
- Feria e Feste di San Miguel patrono di Arcos
- Presepe Vivente (di interesse turistico Andaluso). Un evento che si svolge una sola volta all'anno nel periodo natalizio. Gli artigiani locali e le persone che adorano questa tradizione riescono a far rivivere le gesta della sacra famiglia in una rappresentazione vivente del presente.
- Romería del Santísimo Cristo del Romeral.

## Gastronomia
- Ceci con tomillo
- Gazpacho serrano
- Abajao
- Ajo molinero
- Boronía o Alboronía
- Poleá o Espoleá
- Berza (altro piatto tipico che si prepara con ceci, morcilla, tocino, carne de maiale e chorizo)
- Dolci del Convento del Corpus Christi della Mercedarias Descalzas.

## Natura
Sono molti i luoghi da visitare in questa zona, vista la natura incontaminata e gli scenari mozzafiato che può offrire ai visitatori. Tra questi è impossibile perdersi le bellezze offerte dalla Peña de Arcos. Sarà infatti possibile godere di un balcone privilegiato ad un'altezza incredibile e proprio per questo è stato dichiarato monumento naturale di Andalusia. Molto interessante è inoltre visitare la presa de Arcos e la "junta de los ríos".

## Altri progetti

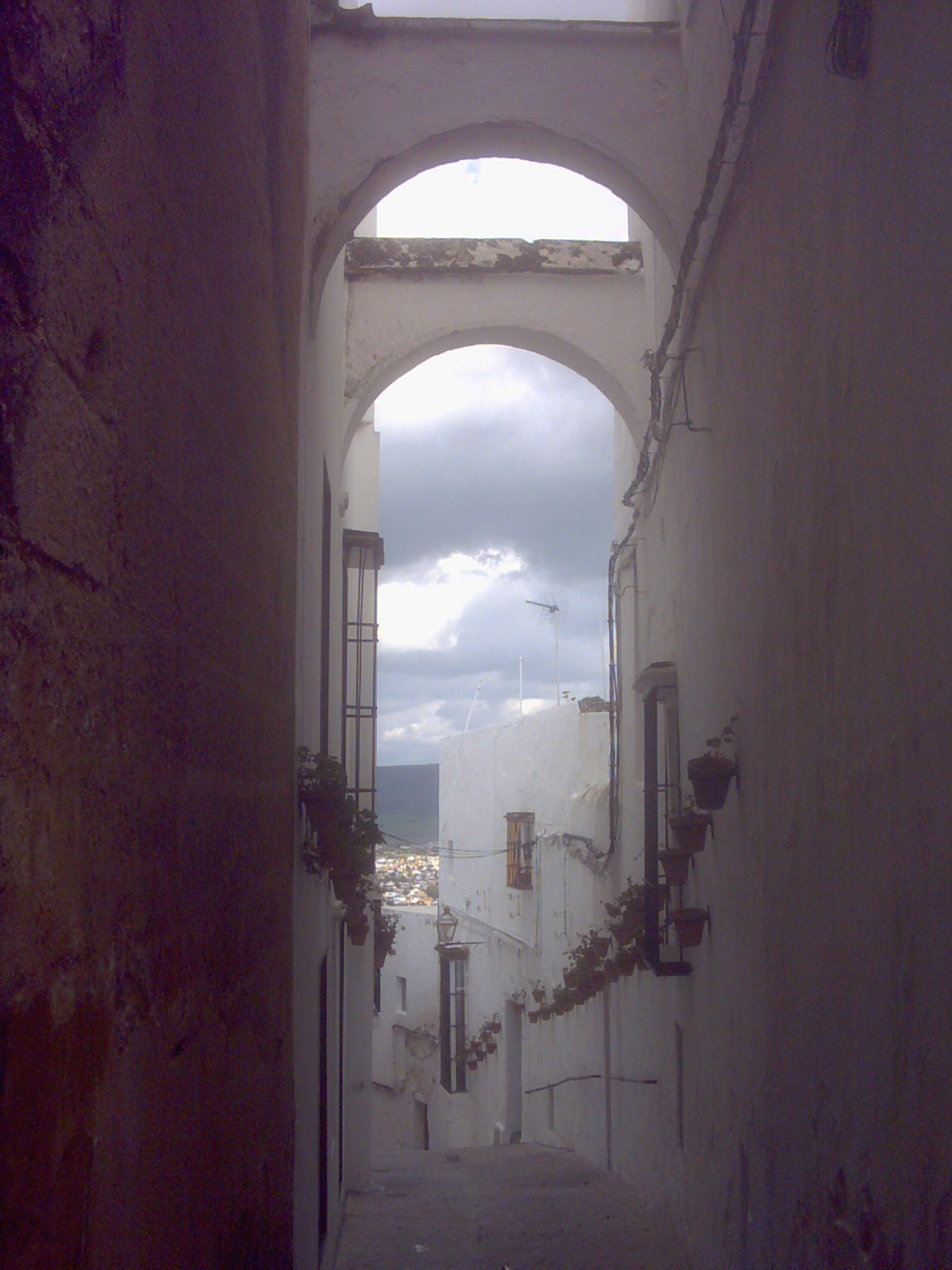
Calle de Arcos.

## Amministrazione

### Gemellaggi
- Anticoli Corrado